# Wellesbourne Mountford
Wellesbourne Mountford var en civil parish 1866–1952 när det uppgick i Wellesbourne, i Storbritannien. Den ligger i grevskapet Warwickshire och riksdelen England, i den södra delen av landet, 120 km nordväst om huvudstaden London. Wellesbourne Mountford ligger 49 meter över havet. Civil parish hade 1 054 invånare år 1951.